# Маријовци
Маријовци (мкд. Мариовци) су становници Маријова, области у близини Прилепа, у јужном делу Републике Македоније.
Маријовци говоре македонским језиком и данас су већином православне вероисповести. Најпознатија је маријовска ношња, која је по колориту међу најбогатијим македонским народним ношњама. Интересантно је да је свечани свадбени маријовски костим тежак 48 килограма. Маријово као простор богат је фолклором и посебним народним песмама, митовима, легендама и традицијом која је умногоме описана у књигама Марка Цепенкова. 